# Unterwall Rüdigershagen
Der Unterwall, auch Unterburg genannt, ist eine abgegangene mittelalterliche Burg in Rüdigershagen in der Gemeinde Niederorschel im Landkreis Eichsfeld in Thüringen.

## Lage
Die ehemalige Wasserburganlage befindet sich am westlichen Ortsrand von Rüdigershagen am Fuß des Steilabfalles des Dün auf einem kleinen flachen Bergvorsprung. Die heutige Landesstraße L1015 führt von Hüpstedt kommend zwischen Wallingsberg und Köhlerberg in einem kleinen Taleinschnitt serpentinenartig um das Dorf herum in Richtung Niederorschel.

## Geschichte
Die Burg lag an einer historischen Fernstraße von Mühlhausen über den Dün nach Duderstadt und Norddeutschland und diente sicherlich deren Überwachung. Sie stand vermutlich in unmittelbarer Beziehung zur nahen Oberburg in Rüdigershagen, eine exakte Zuordnung historischer Belege zu den verschiedenen Burgen ist nicht immer möglich.
Wann sie erbaut wurde, ist nicht genau bekannt, vermutlich im 12., spätestens zu Beginn des 13. Jahrhunderts. Beide Burgen waren im 13. Jahrhundert im Besitz der Herzöge von Braunschweig. Ein Burchard von Bodungen war 1273 deren Burgmann in Hagen (castellanus noster Indagine). 1288 wird ein Gunter von Hagen und sein Sohn als Besitzer der unteren Burg (de indagine de inferiori castro) und weitere Herren als civis superioris castri in indagine in einer Urkunde als Zeugen genannt. 1300 wurde ein Eckardt Wolf als Castelanus de Indagine genannt, auf welcher Burg ist nicht beschrieben, auch die Burg Westernhagen bei Berlingerode wurde anfangs nur Burg Hagen genannt.
Die Herren vom Hagen hatten auch als Burgmänner auf der kaiserlichen Reichsburg Mühlhausen bis zu deren Zerstörung einen Burgsitz. 1311 waren Heinrich und Dietrich Herren der Unterburg und gelobten, der Stadt Mühlhausen Sicherheit und Schutz in den Schlössern Ober- und Unterhagen zu gewähren. Die Burgen sind wahrscheinlich Pfandgut der Herzöge von Braunschweig. 1315 sollen beide Burgen von Mühlhäuser Bürgern zerstört worden sein. Die Unterburg wurde 1341 nochmals zerstört, die Brüder Heinrich und Theodor schließen 1352 wegen der Zerstörung der Burg Hagen einen Vertrag mit der Stadt Mühlhausen über einen ewigen Frieden. Die Familie vom Hagen ließ sich schließlich im benachbarten Deuna nieder.
Danach wurde vermutlich nur die untere Burg wieder aufgebaut, archäologische Funde sind für die Zeit danach aber auch auf der Oberburg nachweisbar. Heinrich und sein Sohn  Rüdiger vom Hagen verpfänden 1376 beide Burgsitze an die von Knorr. 1544 löst Christoph vom Hagen den Pfand wieder ein und bringt beide Burgsitze wieder in den Besitz der Familie vom Hagen, Heinrich von Knorr durfte aber bis zu seinem Tode seinen Wohnsitz auf dem Unterwall behalten. Während des Bauernkrieges wird der Unterwall wiederum zerstört. 
Die Bezeichnung Wall entstand vermutlich erst mit Aufgabe der Burgen. Durch die Zugehörigkeit der Burgen und des Dorfes Rüdigershagen zum Herzogtum Braunschweig und dem späteren Kurfürstentum Braunschweig-Lüneburg war es nicht Teil des historischen Eichsfeldes, alte Grenzsteine an der Gemarkungsgrenze zeugen noch heute davon.
Ob auf dem Bergkamm des Dün, dem Schwarzburger Kopf, eine weitere Burg gestanden hat, lässt sich weder archäologisch nachweisen, noch in Urkunden belegen.

## Anlage
Der untere Wall, auch das niedere Haus, befindet sich am westlichen Ortsrand auf einem flachen Bergkamm. Die runde Burgfläche hat einen Durchmesser von etwa 30 Metern und ist mit einem Halsgraben gesichert. Vor der Burg befindet sich ein Graben, der heute noch teilweise mit Wasser gefüllt ist und auf eine ehemalige Wasserburg hindeutet. Im Südosten ist eine gleich große viereckige Vorburg angedeutet. Um 1900 sollen noch Mauerreste eines runden Turmes vorhanden gewesen sein. Die Grundform der Burganlage ist noch heute im Landschaftsbild gut erkennbar.

## Hagenscher Gutshof

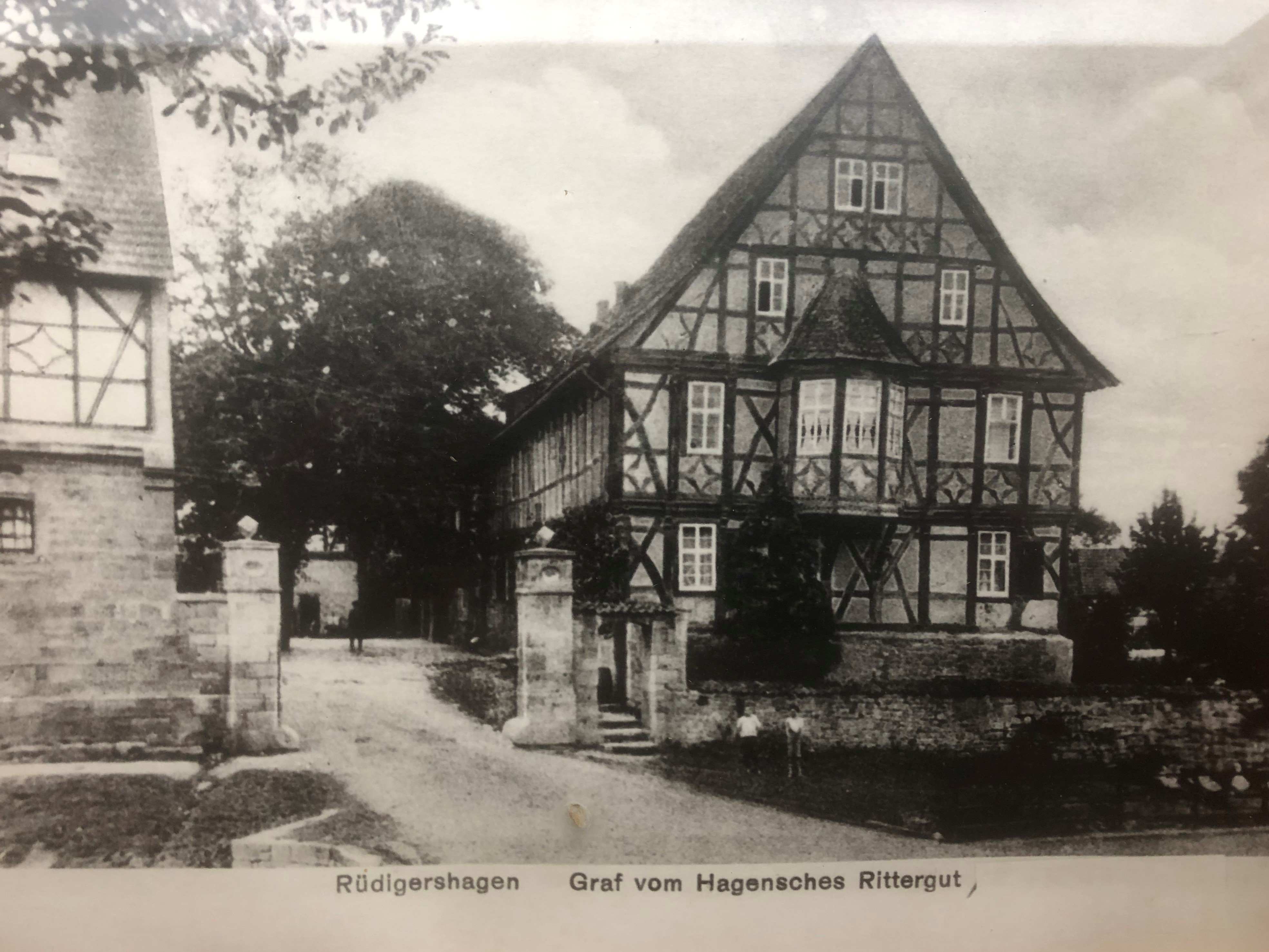
Das Herrenhaus des Rittergutes in Rüdigershagen

An Stelle der Unteren Burg wurde um 1590 durch Hans vom Hagen unmittelbar nördlich der Burgstelle ein Rittergut errichtet. Es bestand aus einem in Fachwerkbauweise errichten Gutshaus mit mehreren Wirtschaftsgebäuden und einer angrenzenden Gutsmühle. Das Gut derer Grafen vom Hagen wurde 1945 im Rahmen der Bodenreform enteignet. Das als Denkmal ausgewiesene Herrenhaus wurde 1984 kurz vor einem Staatsbesuch abgerissen, erhalten geblieben sind nur einzelne Gebäudeteile.